# Semiotyka (logika)
Semiotyka (rzadziej używa się terminów „semiotyka logiczna”, „semiologia” i „semantyka”, z których dwa ostatnie mają też inne znaczenia) – jeden z trzech głównych (obok logiki formalnej i metodologii nauk) działów logiki, sam dzielący się na semantykę, pragmatykę i syntaktykę. Podział semiotyki na trzy główne działy pochodzi od Charlesa W. Morrisa. Semiotyka logiczna stanowi ogólną teorię znaków, zwłaszcza znaków językowych – wyrażeń. Zbliżony charakter ma semiotyka językoznawcza, która nie bada języków sformalizowanych, a jedynie języki naturalne (w przeciwieństwie do semiotyki logicznej, która bada oba typy języków). Syntaktyka logiczna również ma swój odpowiednik w językoznawstwie – syntaktykę językoznawczą.
Poszczególne działy semiotyki zajmują się różnymi funkcjami semiotycznymi. Semantyka bada relacje semantyczne, tj. związki między znakami a rzeczywistością, tym, do czego odnoszą się znaki. Syntaktyka bada relacje syntaktyczne, tj. relacje zachodzące między samymi znakami. Nie są to jednak wszystkie relacje zachodzące wewnątrz języka, ale jedynie te, które mają charakter formalny – a więc niezależne od znaczenia wyrażeń, między którymi zachodzą. Pragmatyka, która bada relacje pragmatyczne, zachodzące między znakiem a jego użytkownikami (nadawcami i odbiorcami), ma częściowo nieuregulowany status – istnieje wiele prób uczynienia z niej nauki formalnej na wzór semantyki i syntaktyki, może ona jednak być uprawiana również jako nauka empiryczna, mówiąca o ludzkim zachowaniu i łącząca w sobie elementy psychologii, socjologii i wiedzy o kulturze.